# 가사오카시
가사오카시(일본어: 笠岡市)는 일본 오카야마현 남서단에 있는 시이다.
인구 약 5만 5천 명의 오카야마현 남서부 세토 내해 연안에 있는 항구 도시로 크고 작은 31개의 섬들로 이루어진 가사오카 제도를 포함한 이카사 지방의 핵심 도시이다. 가사오카만 간척지와 천연기념물 투구게의 서식지로 유명하고 서식지 보전 등을 통한 보호에 힘을 쓰고 있다.
구 빗추국에 포함되고 이전에는 무라카미 수군의 지배지였으며 에도 시대에는 대관소가 놓인 막부 직할지였다. 현재는 히로시마현 후쿠야마시와 인접해 생활권으로는 후쿠야마 도시권의 성격이 강하지만 2006년 10월 10일부터 구라시키시, 이바라시, 아사쿠치시 등과 함께 같은 자동차 번호판 지역명을 사용한다.

## 지리
구릉지가 많아 평탄한 토지가 적기 때문에 평지를 확보하기 위해서 과거 에도 시대부터 빈고 후쿠야마번에 의해 요시하마 지구 등에서 대규모 간척을 하였다. 전후 시의 남동부(도미오카만)와 남서부(가사오카만)도 간척이 행해졌고 특히 가사오카만 간척은 국책 사업으로 가사오카 제도에서 가장 본토 가까이에 있는 고노섬까지의 가사오카만을 대규모로 간척했고 1966년에 시작해 1989년에 완료했다.
세토 내해와 접하고 가사오카만이 들어와 있다. 또 고노섬 남쪽으로 가사오카 제도가 있다.

## 인접하는 자치체
- 오카야마현
  - 이바라시
  - 아사쿠치시
  - 아사쿠치군 사토쇼정
  - 오다군 야카게정
- 히로시마현
  - 후쿠야마시
- 가가와현
  - 미토요시
  - 나카타도군 다도쓰정(모두 바다를 사이로 인접)

## 역사
가사오카는 천연의 항구도시로 중세부터 주고쿠 지방 산간부로의 가도가 갖추어졌고 특히 물류로 많이 번창하였다. 센고쿠 시대에는 스야마씨와 무라카미 수군의 영지가 되었다.
- 1619년 - 도쿠가와 이에야스의 사촌형제 미즈노 가쓰나리가 시코쿠 진위에 명해져 빈고국 동남부·빗추국 서남부의 10만 석에 봉해졌고 빈고 후쿠야마번의 가사오카 대관소가 설치되었다.
- 1698년 - 미즈노씨 5대 번주 미즈노 가쓰미네의 사후 상속인이 없어 후쿠야마번령 중 현재의 가사오카시 대부분은 분할되어 후쿠야마번령, 천령(막부 직할령), 하타모토령이 되었다.
- 1700년 - 가사오카정에 막부 대관소가 설치되어 이후 현재 시역의 대부분은 에도 막부 말기까지 42대 170년 동안 막부 대관이 지배하였다.
- 1730년 - 이리에 신전과 니시오시마 신전의 간척이 완료되었다.
- 1871년 - 메이지 유신·폐번치현으로 후쿠야마현에 편입되고 이후에 개칭하여 후카쓰현 소속이 되었다.
- 1872년 - 후카쓰현과 구라시키현이 통합해 오다현이 설립되고 이에 따라 현청이 후쿠야마에서 가사오카로 이전하였다.
- 1875년 - 오다현이 오카야마현에 편입되었다.
- 1952년 4월 1일 - 오다군 가사오카정·고노우라정이 합병해 시로 승격하였다.
- 1960년 - 오다군 기타가와촌을 편입해 현재의 시역이 되었다.

## 교통

### 철도
- 서일본 여객철도 산요 본선

### 도로
- 산요 자동차도
- 국도 2호선

## 인구
| 연도                          | 인구   | ±%    |
| ----------------------------- | ------ | ----- |
| 1950                          | 75,372 | —     |
| 1955                          | 73,552 | −2.4% |
| 1960                          | 68,987 | −6.2% |
| 1965                          | 63,778 | −7.6% |
| 1970                          | 62,405 | −2.2% |
| 1975                          | 63,413 | +1.6% |
| 1980                          | 61,917 | −2.4% |
| 1985                          | 60,598 | −2.1% |
| 1990                          | 59,619 | −1.6% |
| 1995                          | 60,478 | +1.4% |
| 2000                          | 59,300 | −1.9% |
| 2005                          | 57,272 | −3.4% |
| 2010                          | 54,256 | −5.3% |
| 2015                          | 50,568 | −6.8% |
| 2020                          | 46,088 | −8.9% |
| Kasaoka population statistics |        |       |

## 기후
| 가사오카시의 기후                                            | 가사오카시의 기후 | 가사오카시의 기후 | 가사오카시의 기후 | 가사오카시의 기후 | 가사오카시의 기후 | 가사오카시의 기후 | 가사오카시의 기후 | 가사오카시의 기후 | 가사오카시의 기후 | 가사오카시의 기후 | 가사오카시의 기후 | 가사오카시의 기후 | 가사오카시의 기후 |
| 월                                                           | 1월               | 2월               | 3월               | 4월               | 5월               | 6월               | 7월               | 8월               | 9월               | 10월              | 11월              | 12월              | 연간              |
| ------------------------------------------------------------ | ----------------- | ----------------- | ----------------- | ----------------- | ----------------- | ----------------- | ----------------- | ----------------- | ----------------- | ----------------- | ----------------- | ----------------- | ----------------- |
| 역대 최고 기온 °C (°F)                                       | 16.5 (61.7)       | 21.7 (71.1)       | 23.2 (73.8)       | 28.5 (83.3)       | 32.2 (90.0)       | 34.7 (94.5)       | 37.4 (99.3)       | 38.0 (100.4)      | 37.6 (99.7)       | 31.9 (89.4)       | 24.8 (76.6)       | 20.0 (68.0)       | 38.0 (100.4)      |
| 일평균 최고 기온 °C (°F)                                     | 9.4 (48.9)        | 10.2 (50.4)       | 13.5 (56.3)       | 19.0 (66.2)       | 23.9 (75.0)       | 27.1 (80.8)       | 31.1 (88.0)       | 32.8 (91.0)       | 28.7 (83.7)       | 23.1 (73.6)       | 17.2 (63.0)       | 11.8 (53.2)       | 20.7 (69.2)       |
| 일일 평균 기온 °C (°F)                                       | 4.5 (40.1)        | 5.1 (41.2)        | 8.3 (46.9)        | 13.6 (56.5)       | 18.6 (65.5)       | 22.6 (72.7)       | 26.7 (80.1)       | 28.0 (82.4)       | 24.1 (75.4)       | 18.0 (64.4)       | 12.0 (53.6)       | 6.7 (44.1)        | 15.7 (60.2)       |
| 일평균 최저 기온 °C (°F)                                     | 0.0 (32.0)        | 0.3 (32.5)        | 3.1 (37.6)        | 8.2 (46.8)        | 13.5 (56.3)       | 18.7 (65.7)       | 23.2 (73.8)       | 24.2 (75.6)       | 20.1 (68.2)       | 13.5 (56.3)       | 7.3 (45.1)        | 2.2 (36.0)        | 11.2 (52.2)       |
| 역대 최저 기온 °C (°F)                                       | −6.7 (19.9)       | −7.3 (18.9)       | −4.2 (24.4)       | −1.7 (28.9)       | 3.6 (38.5)        | 10.4 (50.7)       | 15.8 (60.4)       | 16.7 (62.1)       | 9.1 (48.4)        | 2.5 (36.5)        | −1.3 (29.7)       | −4.3 (24.3)       | −7.3 (18.9)       |
| 평균 강수량 mm (인치)                                        | 33.0 (1.30)       | 41.6 (1.64)       | 76.6 (3.02)       | 81.2 (3.20)       | 102.7 (4.04)      | 160.7 (6.33)      | 172.9 (6.81)      | 80.0 (3.15)       | 129.2 (5.09)      | 87.5 (3.44)       | 50.2 (1.98)       | 39.6 (1.56)       | 1,055.1 (41.54)   |
| 평균 강수일수 (≥ 1.0 mm)                                     | 4.7               | 6.5               | 8.7               | 8.5               | 8.7               | 10.5              | 9.4               | 6.9               | 8.3               | 6.9               | 5.8               | 5.6               | 90.5              |
| 평균 월간 일조시간                                           | 150.1             | 146.3             | 181.8             | 196.9             | 212.0             | 162.3             | 194.1             | 224.5             | 167.8             | 172.1             | 152.5             | 150.1             | 2,110.5           |
| 출처: 일본 기상청 (평년값: 1991년~2020년, 극값: 1979년~현재) |                   |                   |                   |                   |                   |                   |                   |                   |                   |                   |                   |                   |                   |